# Hanns-Erich Kaminski
Hanns-Erich Kaminski (Labiau, 29 novembre 1899 – Buenos Aires, 17 luglio 1963) è stato un giornalista e scrittore tedesco.
Militante socialdemocratico, colse con tempestività il sorgere della minaccia fascista in Europa.
Fuggito dai nazionalsocialisti prima in Francia, poi in Argentina, ha scritto con gli pseudonimi Max Tann e Noël Pierre Lenoir. Kaminski è conosciuto soprattutto per il suo libro sulla rivoluzione spagnola: Los de Barcelona («Quelli di Barcellona»).

## Biografia
Hanns-Erich Kaminski è nato in una famiglia d'origine ebraica. I suoi genitori, Rosa e Max Kaminski, erano commercianti. Dopo essersi diplomato a Königsberg, è entrato nell'esercito fino alla fine della Prima guerra mondiale. Dopo la guerra ha studiato economia, scienze sociali, filosofia e letteratura presso le università di Königsberg, Friburgo, Berlino e Francoforte. Nel maggio 1921 si è iscritto all'Università di Heidelberg; dove ha conseguito il dottorato nel febbraio 1922 con il suo lavoro sulla "teoria del dumping".
Dopo aver completato gli studi, Kaminski ha lavorato come giornalista per il Die Weltbühne (settimanale tedesco di politica, arte e cultura) dal 1921 al 1933.
Dal 1922 al 1926 ha viaggiato in Italia, Spagna, Marocco spagnolo e ha soggiornato a Parigi, dove ha pubblicato la corrispondenza con Kurt Tucholsky.
Nel 1925 ha scritto il suo primo libro: Fascismus in Italien. Grundlagen, Aufstieg, Niedergang («Il fascismo in Italia. Origini, ascesa, caduta») con la casa editrice di scienze sociali (Berlino), dove viene descritta l'Italia mussoliniana di quegli anni. Il libro riporta lo scritto politico Un anno di dominazione fascista di Giacomo Matteotti, assassinato l'anno precedente.

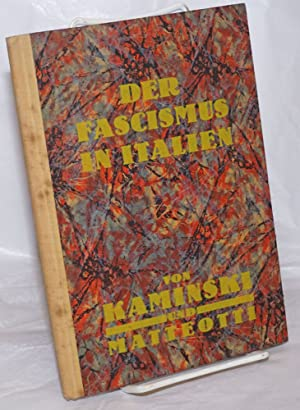

All'epoca Kaminski era ancora ottimista sulla possibilità che il Belpaese detronizzasse quel tiranno di cui l’autore, al pari di altri osservatori stranieri, evidenzia i tratti buffoneschi. 
Kaminski, che parlava correntemente italiano, francese e spagnolo, fu in corrispondenza con Piero Gobetti (una sua lettera del 29.1.1925 è conservata nell’archivio dell’intellettuale torinese) e nel 1932 tentò invano di portare in Germania l’esule Luigi Sturzo, per dissuadere il Zentrum cattolico dal favorire l’ascesa di Hitler.
Nel 1926, è divenuto redattore politico di un giornale social-democratico di Francoforte, Die Volkstimme. 
Dal 1928 al 1933 è vissuto a Berlino e ha scritto per vari giornali, tra cui il Berliner Tageblatt e il Vossische Zeitung.
Nel giugno del 1932, insieme ad Albert Einstein, Erich Kästner, Käthe Kollwitz, Heinrich Mann, Arnold Zweig e altri, Kaminski è stato uno dei firmatari di un appello urgente che, in vista della minacciosa presa del potere da parte dei nazionalsocialisti, ha richiamato i due grandi partiti di sinistra, SPD e KPD, a “fare finalmente un passo verso la costruzione di un fronte operaio unitario (...), almeno sotto forma di liste”.

### Esilio in Francia e guerra civile spagnola
Nel febbraio 1933, in seguito alla vittoria dei nazisti, Kaminski ha lasciato la Germania per Parigi, dove ha continuato a lavorare come giornalista per Petit Niçois, Journal des Vivants, Mercure de France e per la rivista dell'esilio Das blaue Heft, pubblicata a Parigi e Vienna. 
A Parigi ha sostenuto la politica del Fronte popolare e si è unito al «circolo di Lutetia» composto da intellettuali tedeschi di opposizione (fra cui Heinrich Mann, Klaus Mann, Lion Feuchtwanger). Lì ha criticato, tra le altre cose, l'atteggiamento del SOPADE (la leadership in esilio dell'SPD), impersonificando una vera e propria "Tendenz Kaminski", che indicava la rivoluzione socialista quale via per eliminare il nazionalsocialismo.
Dal settembre 1936 al gennaio 1937 è stato in Spagna per seguire la rivoluzione spagnola, esperienza dalla quale ha scritto il libro che lo renderà celebre negli ambienti rivoluzionari: Los de Barcelona («Quelli di Barcellona»).

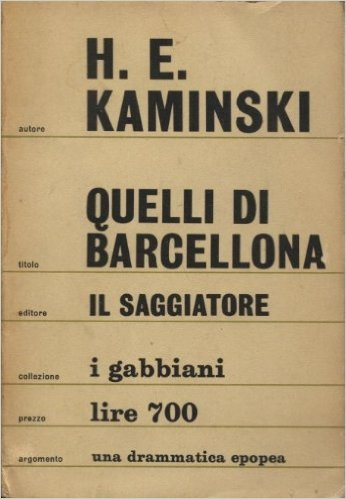

Fra gli episodi salienti, il funerale del leggendario comandante Buenaventura Durruti, il cui resoconto è stato ripreso da H. M. Enzensberger (La breve estate dell’anarchia, 1972), e l’incontro con Emma Goldman, icona del femminismo e del movimento anarchico internazionale. In Quelli di Barcellona non si tacciono le atrocità compiute da ambo le parti, pur se nel tragico bilancio Kaminski rileva come «gli antifascisti restano infinitamente più clementi e umani dei reazionari».
Il presentimento di una nuova guerra mondiale chiude cupamente il reportage di Kaminski.
Nel 1938 ha scritto una biografia di Bakunin.
Nello stesso anno pubblicherà una confutazione del libello antisemita di Louis-Ferdinand Céline, Bagatelle per un massacro. 
Nel pamphlet dal titolo Céline en chemise brune («Céline in camicia bruna»), Kaminski non esita a tacciare il libello céliniano di antisemitismo e xenofobia.

### La Seconda guerra mondiale e l'internamento nei campi francesi
Nel 1939, dopo lo scoppio della seconda guerra mondiale, lo scrittore e la compagna Anita Karfunkel vengono internati dai francesi in campi di prigionia, in quanto tedeschi.
In questi campi finirono persone sottoposte a detenzione amministrativa in quanto considerate per qualche motivo "pericolose".
Ai profughi spagnoli si aggiunsero i gruppi più disparati che per un motivo o per l'altro furono considerati un potenziale ostacolo agli sforzi bellici. Si trattava in primo luogo di cittadini di nazionalità tedesca o di paesi alleati alla Germania (senza alcuna distinzione tra fascisti e antifascisti).
Gli internati erano trattati a tutti gli effetti come prigionieri da sottoporre a regime duro.
L'anno successivo, con l'occupazione della Francia settentrionale da parte delle forze naziste e la creazione del Governo collaborazionista di Vichy, molti degli internati negli anni precedenti finirono nei campi di sterminio del Terzo reich.
In questa situazione di estremo rischio, Anita Karfunkel riuscì a fuggire dal campo di internamento di Gurs alla fine del mese di giugno del 1940. Anche Kaminski riuscì a fuggire dal campo di internamento nel quale era stato recluso, vicino a Tours, e all'inizio di luglio 1940, arrivò a Pontacq.

### Il riparo in Argentina
Nell'agosto 1940, Kaminski e Anita Karfunkel, muniti di documenti francesi falsi, si trovavano ad Avignone, intenzionati a lasciare la Francia e l'Europa. Inizialmente, grazie all'appoggio di Rudolf Rocker, volevano entrare negli Stati Uniti, cosa che non si rivelò possibile a causa delle difficoltà ad ottenere un visto di ingresso e a mantenere i contatti con lo stesso Rocker.
Hanns-Erich Kaminski e Anita Karfunkel, grazie all'aiuto di Diego Abad de Santillán, riuscirono invece ad ottenere dei visti per l'Argentina,  con i loro nomi falsi utilizzati in Francia, Lenoir. 
Per non mettere inutilmente in pericolo la loro esistenza in Argentina, da quel momento in poi continuarono a vivere come coppia Lenoir. 
I Lenoir si stabilirono a Buenos Aires: Hanns-Erich, che aveva trascorso molto tempo in Italia e in Spagna tra il 1922 e il 1926, divenne insegnante di italiano e spagnolo in un liceo; Anita scrisse articoli per riviste femminili argentine. 
Con lo pseudonimo di Noël-Pierre Lenoir, sotto le vesti di un medico francese nato a Pas-de-Calais ed educato alla Sorbona, ha pubblicato una serie di libri: Los Problemas de la Paz («I problemi della pace»; 1943), Préface à la Paix («Prefazione alla Pace»; 1944), La reconstruction de l'Europe (La ricostruzione dell'Europa; 1944), El rinacimiento socialista («La rinascita socialista»; 1946), Sociologia de la revoluction. Génesis, desarrollo y eclipse de las revoluciones a través de la historia («Sociologia della rivoluzione. Genesi, sviluppo ed eclissi di rivoluzioni nel corso della storia»; 1947), Revolución, altitudine 4000 metri («Rivoluzione, altitudine 4.000 metri; 1958), Historia del amor en occidente («La storia dell'amore in Occidente; 1959).

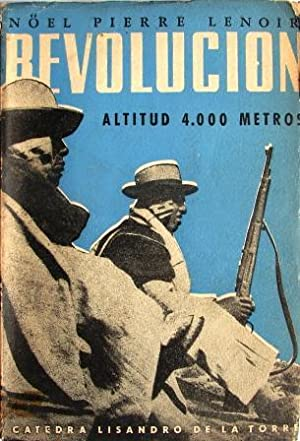

Kaminski morirà a Buenos Aires nel 1963.